# Huangshigang
Der Stadtbezirk Huangshigang (chinesisch 黄石港区, Pinyin Huángshígǎng Qū) ist ein Stadtbezirk der bezirksfreien Stadt Huangshi in der chinesischen Provinz Hubei. Er hat eine Fläche von rund 34,15 km² und zählt 228.400 Einwohner (Stand: Ende 2019).

## Administrative Gliederung
Auf Gemeindeebene setzt sich der Stadtbezirk aus fünf Straßenvierteln zusammen. Diese sind:
- Straßenviertel Shenjiaying 沈家营街道
- Straßenviertel Huangshigang 黄石港街道
- Straßenviertel Hongqiqiao 红旗桥街道
- Straßenviertel Shengyanggang 胜阳港街道
- Straßenviertel Huahu 花湖街道